# Neithiqret
Neithiqret, görögösen Nitókrisz (ógörögül: Νιτώχρις), (ur.: kb. Kr. e. 2184 – Kr. e. 2181) az egyiptomi óbirodalom VI. dinasztiájának hetedik fáraója.
II. Pepi leányaként született, és valószínűleg fivérének, II. Nemtiemszafnak a felesége volt. Fivére halála után, mint Egyiptom első női fáraója örökölte a hatalmat, de hamarosan meghalt.
| Előző uralkodó: II. Nemtiemszaf | Egyiptom uralkodója i. e. 22. század VI. dinasztia | Következő uralkodó: II. Noferkaré |